# Salmsach
Salmsach − miejscowość i gmina (Politische Gemeinde) w północno-wschodniej Szwajcarii, w kantonie Turgowia, w okręgu (Bezirk) Arbon. Leży nad Jeziorem Bodeńskim. 

## Demografia
W Salmsach mieszka 1 498 osób. W 2021 roku 29,4% populacji gminy stanowiły osoby urodzone poza Szwajcarią. 

## Transport
Przez teren gminy przebiega droga główna nr 13.